# Lijst van voetbalinterlands Mali - Tsjaad
Deze lijst van voetbalinterlands is een overzicht van alle officiële voetbalwedstrijden tussen de nationale teams van Mali en Tsjaad. De landen speelden tot op heden vijf keer tegen elkaar. De eerste ontmoeting, een kwalificatiewedstrijd voor het Wereldkampioenschap voetbal 2010, werd op 7 juni 2008 in Ndjamena gespeeld. Het laatste duel, een kwalificatiewedstrijd voor het Wereldkampioenschap voetbal 2026, vond plaats in Bamako op 17 november 2023.

## Wedstrijden
| № | Plaats   | Datum            | Competitie                   | Wedstrijd     | Uitslag |
| - | -------- | ---------------- | ---------------------------- | ------------- | ------- |
| 1 | Ndjamena | 7 juni 2008      | WK 2010 kwalificatie         | Tsjaad – Mali | 1 – 2   |
| 2 | Bamako   | 11 oktober 2008  | WK 2010 kwalificatie         | Mali – Tsjaad | 2 – 1   |
| 3 | Ndjamena | 17 november 2019 | Afrika Cup 2021 kwalificatie | Tsjaad − Mali | 0 − 2   |
| 4 |          |                  | Afrika Cup 2021 kwalificatie | Mali − Tsjaad | 3 − 0   |
| 5 | Bamako   | 17 november 2023 | WK 2026 kwalificatie         | Mali − Tsjaad | 3 − 1   |

## Samenvatting
| Competitie              | Totaal gespeeld | Winst Mali | Gelijk | Winst Tsjaad | Doelsaldo Mali – Tsjaad |
| ----------------------- | --------------- | ---------- | ------ | ------------ | ----------------------- |
| WK-kwalificatie         | 3               | 3          | 0      | 0            | 7 – 3                   |
| Afrika Cup-kwalificatie | 2               | 2          | 0      | 0            | 5 − 0                   |
| Totaal                  | 5               | 5          | 0      | 0            | 12 – 3                  |

FMF · A-internationals · Bondscoaches · Malinees vrouwenelftal · Olympisch elftal
1960 – 1969 · 
1970 – 1979 · 
1980 – 1989 · 
1990 – 1999 · 
2000 – 2009 · 
2010 – 2019 · 
2020 – 2029
OS 2004
1962 · 
1963 · 
1964 · 
1965 · 
1966 · 
1967 · 
1968 · 
1969 · 
1970 · 
1971 · 
1972 · 
1973 · 
1974 · 
1975 · 
1976 · 
1977 · 
1978 · 
1979 · 
1980 · 
1981 · 
1982 · 
1983 · 
1984 · 
1985 · 
1986 · 
1987 · 
1988 · 
1989 · 
1990 · 
1991 · 
1992 · 
1993 · 
1994 · 
1995 · 
1996 · 
1997 · 
1998 · 
1999 · 
2000 · 
2001 · 
2002 · 
2003 · 
2004 · 
2005 · 
2006 · 
2007 · 
2008 · 
2009 · 
2010 · 
2011 · 
2012 · 
2013 · 
2014 ·
2015 ·
2016 ·
2017 ·
2018 ·
2019 ·
2020 ·
2021 ·
2022 ·
2023 ·
2024
Algerije · 
Angola · 
Benin · 
Botswana · 
Burkina Faso ·
Burundi · 
Centraal-Afrikaanse Republiek ·
China · 
Comoren ·
Congo-Brazzaville · 
Congo-Kinshasa · 
DDR · 
Egypte · 
Equatoriaal-Guinea · 
Eritrea · 
Ethiopië ·
Gabon · 
Gambia · 
Ghana · 
Guinee · 
Guinee-Bissau · 
Iran · 
Ivoorkust · 
Japan ·
Kaapverdië · 
Kameroen · 
Kenia · 
Koeweit · 
Kroatië ·
Liberia · 
Libië · 
Litouwen · 
Madagaskar · 
Malawi · 
Marokko ·
Mauritanië ·
Mozambique ·
Namibië ·
Niger ·
Nigeria ·
Noord-Korea ·
Oeganda ·
Oman ·
Qatar ·
Rwanda ·
Saoedi-Arabië ·
Senegal ·
Seychellen ·
Sierra Leone ·
Soedan ·
Swaziland ·
Togo ·
Tsjaad ·
Tunesië ·
Zambia ·
Zimbabwe ·
Zuid-Afrika ·
Zuid-Korea ·
Zuid-Soedan
FTF · Tsjadisch vrouwenelftal
Interlands
Tegenstander:
Algerije ·
Angola ·
Bahrein ·
Benin ·
Botswana ·
Centraal-Afrikaanse Republiek ·
Comoren ·
Congo-Brazzaville ·
Congo-Kinshasa ·
Egypte ·
Equatoriaal-Guinea ·
Ethiopië ·
Gabon ·
Gambia ·
Ghana ·
Guinee ·
Ivoorkust ·
Jemen ·
Jordanië ·
Kameroen ·
Liberia ·
Libië ·
Madagaskar ·
Malawi ·
Mali ·
Mauritius ·
Namibië ·
Niger ·
Nigeria ·
Oeganda ·
Sao Tomé en Principe ·
Sierra Leone ·
Soedan ·
Tanzania ·
Togo ·
Tunesië ·
Zambia ·
Zuid-Afrika